# Tshimen Buhanga
Tshimen Buhanga (ur. 5 stycznia 1949) – kongijski piłkarz występujący na pozycji stopera. Uczestnik Mistrzostw Świata 1974.

## Kariera klubowa
Podczas MŚ 1974 reprezentował barwy klubu TP Mazembe.

## Kariera reprezentacyjna
Razem z reprezentacją Zairu uczestniczył w Mistrzostwach Świata 1974. Wystąpił tam we wszystkich 3 meczach.